# Rhaebo andinophrynoides
Espèce
Synonymes
- Bufo andinophrynoides (Mueses-Cisneros, 2009)

Rhaebo andinophrynoides est une espèce d'amphibiens de la famille des Bufonidae.

## Répartition
Cette espèce se rencontre dans les départements de Nariño et de Valle del Cauca en Colombie et dans les provinces d'Imbabura et Carchi en Équateur.

## Publication originale
- Mueses-Cisneros, 2009 "2008" : Rhaebo haematiticus (Cope 1862): un complejo de especies. Con redescripció def Rhaebo hypomelas (Boulenger 1913) y descripción de una nueva especie. Herpetotropicos, vol. 5, no 1, p. 29-48 (texte intégral).